# Henric al III-lea al Castiliei
Henric al III-lea (n. 4 octombrie 1379, Burgos, Castilia și León, Spania – d. 25 decembrie 1406, Toledo, Castilia-La Mancha, Spania), cunoscut ca Henric cel Bolnav sau cel Infirm, a fost fiul lui Ioan I al Castiliei și a primei sale soții, Eleanora de Aragon și succesorul regelui la coroana Castiliană în 1390.
În ciuda poreclei sale, el s-a angajat într-o politică externă energică și în manevre, în primii ani ai secolului al XV-lea. El a fost capabil să planifice nobilii și să restabilească puterea regală.
A susținut aristocrația și și-a strămutat rudele sale cele mai puternice (cum ar fi Alfonso Enríquez și mătușa lui Eleanor de Castilia). El a abrogat privilegiile acordate de predecesorii săi la Curtea din Castilia, cum ar fi alcabala (un impozit greu de vânzări) și dreptul de a participa la Consiliul Regal. A crescut numărul de magistrați ai orașului și a curățat economia regatului. A redus persecutarea evreilor și a trecut diferite facturi împotriva violenței, care devenise deosebit de gravă în 1391. 
În timpul domniei sale , flota castiliană a câștigat mai multe victorii împotriva englezilor. Henric a trimis o flota navală în 1400, care a distrus Tétouan în Africa de Nord, o bază a piraților. În 1402, Henric a început colonizarea Insulelor Canare, trimițându-l pe exploratorul francez Jean de Bethencourt . El a deviat o invazie portugheză cu un atac la Badajoz în 1396, semnând în cele din urmă un tratat de pace cu Juan I al Portugaliei la 15 august 1402 .
El a susținut pretenția papală  al lui Benedict al XIII-lea. A reluat conflictul împotriva împărăției Granada și a câștigat o victorie în bătălia de la Collejares, în apropiere de Úbeda, care a eliberat orașul în 1406. Cu toate acestea moartea sa prematură în același an l-a împiedicat să finalizeze această campanie.
Din cauza sănătății sale precare, a delegat o parte din puterea sa fratelui său, Ferdinand I al Aragonului, în ultima parte a domniei sale, acesta devenind regent în timpul minoratului fiului lui Ioan, Ioan al II-lea al Castiliei.
Henric a murit în Toledo pe 25 decembrie 1406, în timp ce pregătea o campanie împotriva Emiratul din Granada.